# Xystrocera interrupta
Xystrocera interrupta es una especie de escarabajo longicornio del género Xystrocera, categorizada en la tribu Xystrocerini, de la subfamilia Cerambycinae. Fue descrita por Jordan en 1903.

## Descripción
Mide 22-25 mm de longitud.

## Distribución
Se distribuye por Camerún, Gabón, Guinea Ecuatorial, República Democrática del Congo y Santo Tomé y Príncipe.